# Moxa (Unternehmen)
Moxa Inc. ist der weltweit drittgrößte Hersteller von Netzwerklösungen für die Industrieautomation mit besonderem Schwerpunkt auf Transportwesen und Energiewirtschaft. Zu den Produkten gehören u. a. Industrial Ethernet, IEEE 802.11 und Embedded Computing Produkte.

## Unternehmen
Moxa verfügt über Niederlassungen in Europa, den Vereinigten Staaten, Indien und China. Das Unternehmen hat 2011 rund 670 Mitarbeiter und ist seit Anbeginn in privater Hand. Zielgruppe sind Systemintegratoren, Wiederverkäufer und Key Accounts in etwa 60 Ländern.

## Geschichte
1987 begann Moxa als Beratungsfirma für die serielle Datenübertragung und brachte intelligente serielle Netzwerkkarten auf den Markt. Danach folgten PCI-Boards, serielle Geräteserver und Netzwerk-Switch-Server. 2001 wurden erstmals Industrial Ethernet Switches produziert, die heute einer der größten Geschäftszweige von Moxa sind. 2002 folgten Managed Ethernet Switches, Seriell-zu-Glasfaser-Konverter und Universal-PCI-Boards, 2003 die PC/104 Karten. 2003 wurde auch die redundante Netzwerktopologie Turbo Ring™ entwickelt. Zwischen 2004 und 2007 wurden Videoserver, Embedded Computer, I/O-Server, Wireless Access Points, USB-zu-seriell Adapter, Funkmodems, Peer-to-Peer I/O Servers und Modbus Gateways am Markt eingeführt. Die europäische Niederlassung wurde 2006 bei München eröffnet. Ab 2008 wurde der Fokus auf das Transportwesen und Energiewirtschaft gelegt. Hierfür wurden 2008  PowerTrans IEC 61850-3 Ethernet-Switches sowie weitere Produkte mit Zertifizierung für den Einsatz in Umspannstationen hergestellt. Auch wurden Toughnet Ethernet Switches und weitere Produkte für den Einsatz in Schienenverkehrsanwendungen entwickelt. 2009 kam Moxa mit dem damals weltweit kleinsten 10/100 Mbit/s seriellen Embedded Geräteserver in der Größe eines RJ-45 Steckers auf den Markt. 2011 führt Moxa den ersten Marine Panel PC ein und erhält die Zertifizierungen für den Marine-Einsatz auch für seine Industrial Ethernet Switches. Seit der Gründung des Unternehmens ist Moxa jährlich mit rund 30 % gewachsen, und der Umsatz hat sich rund alle drei Jahre verdoppelt.

## Moxa in Europa
Die unabhängige Europaniederlassung der Moxa Inc., Moxa Europe GmbH, wurde 2006 in München gegründet und verfügt heute über Zweigniederlassungen in Frankreich und Spanien. Mit über 35 Mitarbeitern betreut das Team Distributoren und Kunden in Europa.